# Nancy Fraser
Nancy Fraser   (Baltimore, 20 de maig de 1947) és una acadèmica i professora estatunidenca de filosofia i ciències polítiques a The New School for Social Research de Nova York. Els seus principals temes de recerca són la teoria política, el feminisme i la història del pensament francès i alemany. Es va doctorar en filosofia al CUNY Graduate Center i va ser professora de filosofia a la Universitat Northwestern durant diversos anys abans d'impartir classes a The New School.
Fraser se situa en el camp del feminisme socialista occidental, per la qual cosa ha criticat les injustícies de classe i gènere, a més de la dependència estructural del capitalisme del racisme i l'imperialisme, així com la relació d'explotació humana cap a la naturalesa. Destaca la seva teoria integradora sobre la redistribució i reconeixement de la justícia social, així com la distinció entre la distribució afirmativa i transformativa.
El treball de Fraser va ser reconegut el 2010 amb el premi de l'American Philosophical Association, i se li han atorgat també títols de doctora honoris causa en diverses universitats internacionals.

## Pensament
La seva trajectòria com a activista i pensadora radical va començar amb el moviment afroamericà pels drets civils, així com amb la lluita antiimperialista contra la Guerra del Vietnam.

### Bidimensionalitat de la justícia social
Nancy Fraser explica que la redistribució ha estat el paradigma que històricament ha rebut major teorització sobre la justícia social, però que recentment ha cobrat importància el reconeixement com una altra mena de reivindicació. Mentre que la redistribució busca una millor distribució dels recursos, el reconeixement pretén una millor acceptació i integració de les diferències. Encara que totes dues dimensions de la justícia social tenen orígens i tradicions de pensament diferents, Fraser defensa que no sols són compatibles entre si sinó que a més són complementàries i haurien d'aplicar-se a qualsevol moviment social, ja sigui de classe, gènere, ètnia, etc.
Fraser explica que tots els eixos de subordinació són bidimensionals, encara que poden tenir un pes diferent segons el cas. Per exemple, l'eix de la classe social se situa més cap a l'extrem de la distribució, mentre que el de la sexualitat cap a l'extrem del reconeixement. Tot i trobar-se en els extrems, tots dos casos reben injustícies en les dues dimensions, ja que aquestes interactuen. Per tant, per a superar les injustícies fa falta atendre simultàniament la distribució i el reconeixement. A més, Fraser indica com treballar les dues dimensions al mateix temps és més coherent amb el fet que els eixos d'opressió interseccionen i s'influeixen entre ells.

#### Redistribució
La dimensió de redistribució se centra en injustícies causades per l'estructura econòmica. Per exemple, Fraser assenyala l'explotació, marginació i privació econòmica. Els subjectes que reben aquestes injustícies són col·lectius definits per la seva relació amb els mitjans de producció. Per tant, es plantegen solucions de tipus econòmic. A més, la diferència en si és el que es considera injusta, per la qual cosa s'arriba al punt de voler eliminar-la.

#### Reconeixement
La dimensió del reconeixement s'enfronta a injustícies culturals com la dominació cultural, la invisibilització o la falta de respecte. Les víctimes són definides per rebre un estatus social inferior en relació amb altres grups. En conseqüència, les solucions que plantegen passen per un canvi cultural o simbòlic. Les diferències entre grups són enteses de dues maneres diferents, d'una banda, es poden considerar benignes i, per tant, han de ser celebrades o, d'altra banda, poden ser les causes de desigualtat, així que ha de desconstruir-se el marc de significació.

#### Amenaces a l'aproximació bidimensional
Fraser indica com tres tendències polítiques amenacen el projecte d'integració de la redistribució i reconeixement. Primer, el problema de reïficació, que es refereix al fet que algunes lluites pel reconeixement simplifiquen i cosifiquen en excés les identitats de grup, amb el que acaben promovent els costos de grup i separatisme. El segon problema, el del desplaçament, es refereix a la pèrdua de força de les reivindicacions de redistribució per unes reivindicacions centrades exclusivament en el reconeixement, justament en un context de capitalisme en agressiva expansió. Finalment, el problema del desenquadrament significa que els marcs de referència de les reivindicacions poden veure's desajustats quan es dirigeixen a un nivell de govern inadequat.

## Publicacions
Reconeguda com una de les intel·lectuals estatunidenques feministes i marxistes més destacades, Fraser és coneguda sobretot per les seves reflexions sobre la justícia, tot i que les seves obres han tractat també qüestions relacionades amb la globalització, el cosmopolitisme, la política identitària, el neoliberalisme i l'estat de benestar. La seva aspiració consisteix a enriquir la tradició democràtica a través de la teoria feminista, la teoria crítica i el postestructuralisme. És membre del Collège d'Études Mondiales a París i s'encarrega de repensar la justícia social en la globalització.
Fraser ha argumentat que la focalització excessiva en qüestions de la identitat desvien l'atenció sobre els efectes del neoliberalisme, l'acumulació del capital i la creixent desigualtat econòmica que caracteritza moltes societats. Recentment s'ha mostrat crítica amb l'anomenat feminisme liberal entenent que actua com a servent del capitalisme, i relaciona la creixent atenció d'aquest corrent cap a debats identitaris amb la creixent bretxa entre rics i pobres,
Obres
- Unruly Practices: Power, Discourse, and Gender in Contemporary Social Theory (1989)
- Justice Interruptus: Critical Reflections on the "Postsocialist" Condition (1997)
- The Radical Imagination: Between Redistribution and Recognition (2003)
- Redistribution or Recognition? A Political-Philosophical Exchange (amb Axel Honneth, 2003)
- Scales of Justice: Reimagining Political Space in a Globalizing World (2008)
- Fortunes of Feminism: From State-Managed Capitalism to Neoliberal Crisis (2013)
- Capitalism: A Conversation in Critical Theory. Polity Press, amb Rahel Jaeggi (2018) ISBN 9780745671567
- Feminisme per al 99%, coautora amb Cinzia Arruzza i Tithi Bhattacharya, Tigre de Paper, 2019.[10]
- Capitalisme caníbal.  Manresa: Tigre de Paper, 2023. ISBN 978-84-18705-55-7.[11]

Edicions
- Revaluing French Feminism: Critical Essays on Difference, Agency, and Culture (amb Sandra Bartky, 1992)
- Feminist Contentions: A Philosophical Exchange (amb Seyla Benhabib, Judith Butler i Drucilla Cornell, 1994)
- Adding Insult to Injury: Nancy Fraser Debates Her Critics (editat per Kevin Olson, 2008)
- Politics of Culture and the Spirit of Critique: Dialogues (editat per Gabriel Rockhill i Alfredo Gomez-Muller, 2011), 240 pp.ISBN 978-0-231-15187-0